# Unsplash
Unsplash és una pàgina web dedicada a compartir fotografia de stock sota llicència pròpia d'Unsplash. L'any 2021 fou adquirida per Getty Imatges. Les peticiones de la pàgina web s'eleven a 207.000 aportacions de fotògrafs i genera més de 17 bilions d'impressions de fotos per mes en la seva biblioteca que conté a una mida total de més de 2 milions de fotos. Unsplash ha estat citada com una de les pàgines web de fotografia davantera del món per Forbes, Entrepreneur Magazine, CNET, Medium i The Next Web.
Unsplash permet als fotògrafs pujar fotografies a la seva pàgina web, les quals són llavors avaluades per un equip d'editors de foto. Els termes permissius de la seva llicència d'ús en les seves fotos han portat a Unsplash a esdevenir un dels proveïdors de fotografia més grans a internet, amb les fotos dels seus membres sovint apareixent en articles. No obstant això, la seva decisió de parar d'usar la llicència Creative commons l'any 2017 generà moltes crítiques, ja que deixava al voltant de 200.000 imatges fora de l'ús amb Creative commons. La llicència Unsplash és incompatible amb Creative commons, però no permet el seu ús en llocs web com Viquipèdia.
El febrer 2018, Unsplash va canviar els seus termes de llicència per restringir la venda de fotos sense primer actualitzant, modificant, o altrament incorporant elements creatius nous a les fotos, prohibint vendre còpies, incloent-hi venent les fotos com empremtes o impreses en béns físics.
El desembre de 2019, va ser presentat el servei Unsplash for Brands, on publicistes podien compartir imatges de marques comercials a Unsplash.
El març de 2021, Unsplash acabaria sent adquirida per Getty Imatges.

## Història
Inicialment pioner del model de fotografia sense drets d'autor, Unsplash va ser creat el 2013 per l'empresari amb seu a Montreal, Mikael Cho. Mentre creava una nova pàgina d'inici per a la seva empresa Crew, Cho no va poder trobar una foto d'acció adequada i va contractar un fotògraf. Posteriorment, Cho va publicar les captures de sessió de fotos de la seva empresa a Tumblr, convidant la gent a utilitzar-les com cregués convenient. Unsplash va rebre més de 50.000 visites el primer dia.
Mentre Cho va subministrar el primer lot de fotos Unsplash, ara el lloc es basa en les contribucions de la comunitat de fotògrafs aficionats i professionals. A causa del volum d'enviaments de fotografies, el lloc compta amb un equip editorial i "curadors" seleccionats de la comunitat Unsplash, inclosos Guy Kawasaki, Nas, Khoi Vinh, Amanda Hesser i Om Malik.
Abans de juny de 2017, les fotos penjades a Unsplash estaven disponibles sota la llicència zero Creative Commons, que és una llicència equivalent al domini públic i una renúncia, que permetia a les persones reutilitzar, reutilitzar i remesclar fotos lliurement per als seus propis projectes. Això es va canviar el juny del 2017 i les fotos ja només estan disponibles sota la llicència de copyright Unsplash, que imposa algunes restriccions addicionals.
El 18 de febrer de 2018, Unsplash va canviar les condicions de llicència per restringir la venda de fotos sense actualitzar, modificar o incorporar altres elements creatius a les fotos, prohibint la venda de còpies inalterades, inclosa la venda de fotografies impreses o impreses en productes físics.
El març de 2021, Getty Images va adquirir Unsplash per una suma no revelada. Unsplash continuà operant com a marca independent i divisió de Getty Images amb Cho a càrrec.

## Llicències

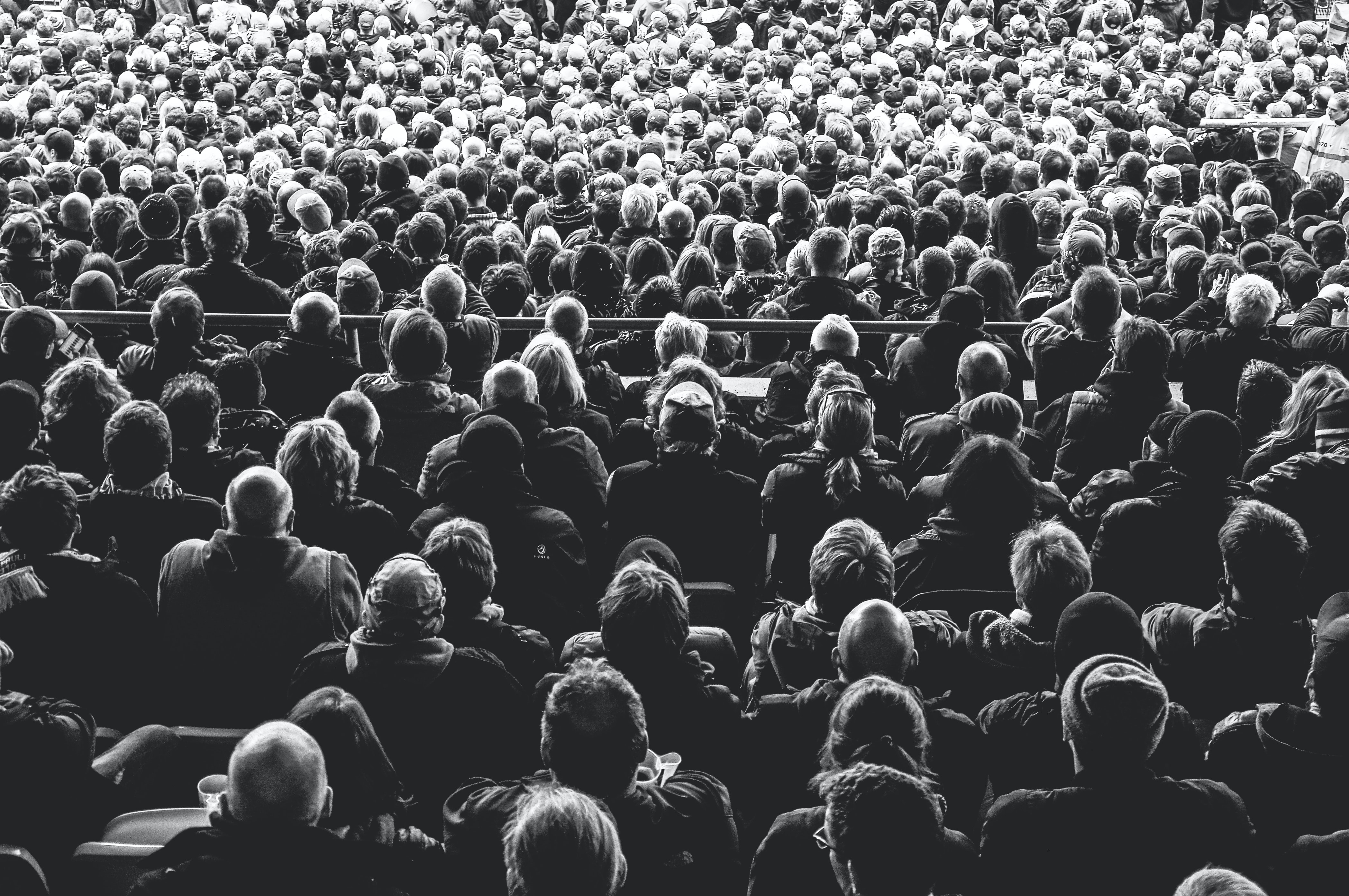
Un exemple d'una imatge CC0 afegida abans del canvi de llicència. Només es poden identificar 200.000 imatges a mà.

Les fotos Unsplash estan cobertes per la llicència Unsplash. La llicència Unsplash impedeix als usuaris fer servir fotos d'Unsplash en un servei similar o de la competència. Tot i que dona als descarregadors el dret de "copiar, modificar, distribuir i utilitzar les fotos de forma gratuïta, inclosos els propòsits comercials, sense demanar permís ni proporcionar atribució al fotògraf ni a Unsplash" les condicions del servei d'Unsplash prohibeixen vendre còpies inalterades, inclosa la venda de fotografies impreses o impreses en productes físics.
Abans del juny del 2017, les fotos d'Unsplash estaven cobertes per la llicència zero de Creative Commons.
Al voltant de 200.000 imatges es van perdre del domini públic. No va ser possible segregar ni trobar quines imatges havien estat disponibles com a CC0 abans del canvi de llicència a causa de les restriccions en l'ús de l'API d'Unsplash. En el moment del canvi de llicència, el director de Creative Commons, Ryan Merkley, va demanar que "per tal de garantir el manteniment dels béns comuns, esperem que Unsplash: a) marqui correctament totes les obres compartides mitjançant CC0 o b) posi a disposició un arxiu complet de les obres CC0 perquè es puguin compartir en una plataforma que admeti llicències obertes". Fins ara, Unsplash ha rebutjat la possibilitat que aquests sistemes estiguin disponibles o fàcilment identificables per a aquestes obres.
La llicència Unsplash és incompatible amb les llicències Creative Commons, és a dir, que el contingut d'Unsplash no es pot publicar sota una llicència Creative Commons sense permisos addicionals dels autors originals. Unsplash impedeix activament als autors oferir el seu contingut sota llicències Creative Commons, per exemple, suprimint les referències a aquestes llicències dels comentaris.
La manca d'atribució de les fotografies Unsplash ha estat objecte de controvèrsia entre els cercles fotogràfics, a causa d'algunes empreses que utilitzen fotografia Unsplash gratuïta per obtenir beneficis sense compensar els fotògrafs. La mateixa Unsplash ha afirmat que no admet aquesta pràctica.
Utilitzant Internet Archive, encara es poden trobar imatges publicades abans del juny del 2017.

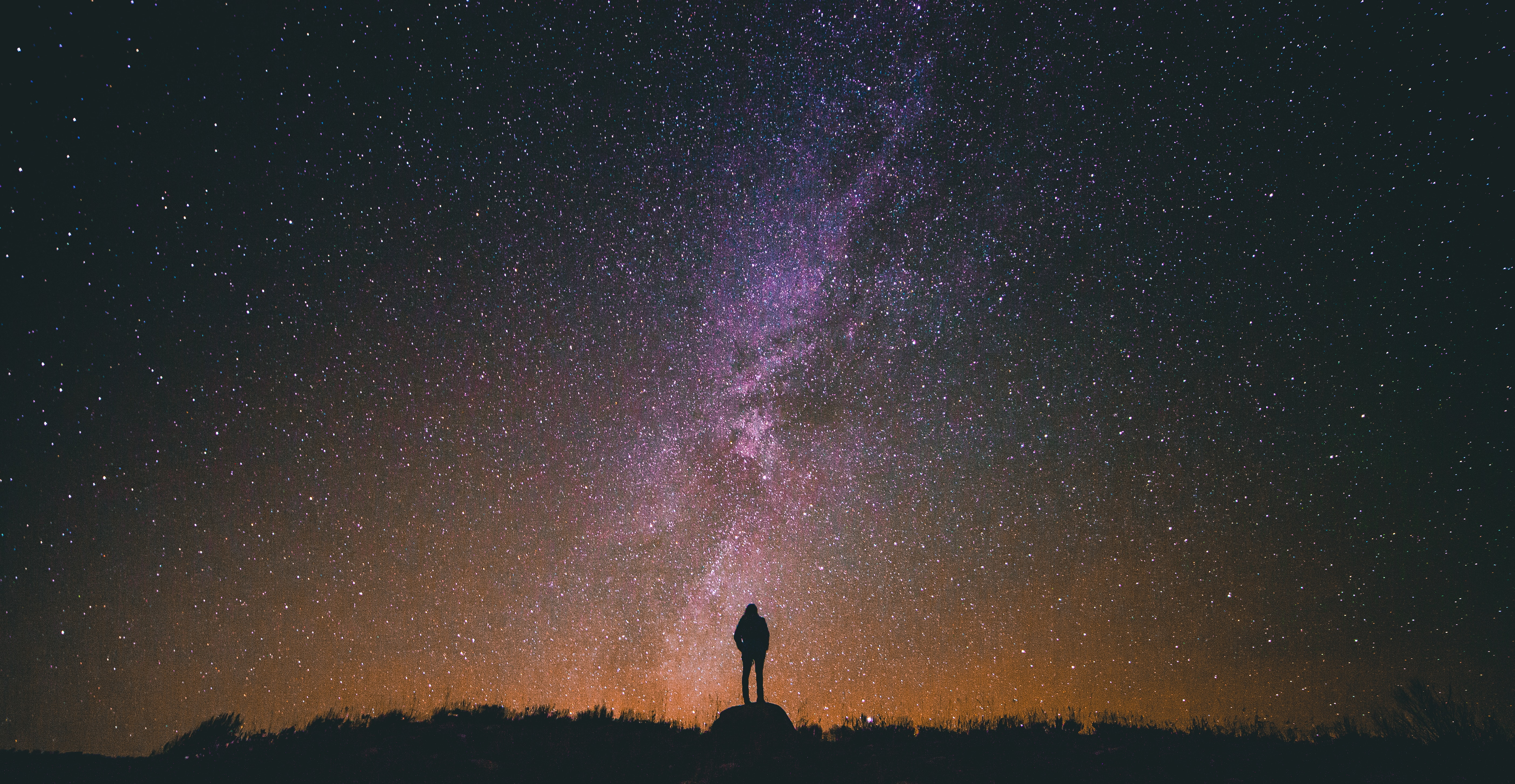
Aquesta és també una imatge CC0 penjada el 2016 mitjançant Internet Archive (archive.org)

Segons els termes de la declaració CC0, que estableix que la rendició al domini públic sota CC0 és irrevocable, aquestes imatges quedarien al domini públic per sempre.

## Llibre
El 2016, quan encara era un negoci amb llicència CC0, Unsplash publicà el llibre Unsplash Book, el "primer llibre del món amb origen participatiu". Les fotos, els assajos i el finançament del llibre van ser aportats per la comunitat d'Unsplash. El llibre va recaptar 106.000 dòlars a Kickstarter i incloïa contribucions del professor de dret de Harvard i inventor de la CC0 Lawrence Lessig i del dissenyador Tobias van Schneider.

## API de Unsplash
A més del seu lloc web, Unsplash proporciona una interfície de programació d'aplicacions pública (API) que respon a més de 3.800 milions de sol·licituds de fotos al mes. Alguns dels productes que fan servir l'API Unsplash inclouen sèries de productes de Medium, Trello, Squarespace, CodePen, Square i Unsplash, com Unsplash per a iOS, Unsplash Instant, una extensió per a Google Chrome que carrega les fotos d'Unsplash en pestanyes noves i Unsplash per a Apple TV.

## Unsplash Local
A més del seu lloc web i API, Unsplash ha organitzat mostres fotogràfiques a ciutats de tot el món, incloses Tòquio, Montreal, Toronto i Boston. Les mostres fotogràfiques són organitzades per guies de la comunitat Unsplash que mostren als participants els millors llocs per fer fotos a la seva ciutat, com utilitzar les seves càmeres i com compondre millors fotos.